# Реки Донбасса (Донецк)
Реки Донбасса — кованая скульптура-фонтан в Донецке.
Установлена в 2007 году на бульваре Пушкина. Выкована коллективом донецких кузнецов. Представляет собой казацкую лодку, изготовленную из оцинкованной стали; декоративные элементы выполнены из меди. Парус у лодки выполнен в виде крыльев.
На бортах лодки написаны названия самых крупных рек Донецкой области. На левом борту: Северский Донец, Кальмиус, Бахмут, Волчья. На правом борту: Солёная, Крынка, Миус, Кальчик. Лодка находится в небольшом бассейне с маленьким искуственным водопадом. 
Работа над скульптурой заняла у кузнецов два месяца. По словам председателя Гильдии кузнецов Донбасса Виктора Ивановича Бурдука, труднее всего кузнецам было выковать крылья.